# Acosmetura
Acosmetura is een geslacht van rechtvleugeligen uit de familie sabelsprinkhanen (Tettigoniidae). De wetenschappelijke naam van dit geslacht is voor het eerst geldig gepubliceerd in 2000 door Liu.

## Soorten
Het geslacht Acosmetura omvat de volgende soorten:
- Acosmetura brevicerca Liu, 2000
- Acosmetura emarginata Liu, 2000
- Acosmetura emeica Liu & Zhou, 2007
- Acosmetura forcipata Liu, Zhou & Bi, 2008
- Acosmetura longicercata Liu, Zhou & Bi, 2008
- Acosmetura mulicolora Shi & Du, 2006
- Acosmetura nigrogeniculata Liu & Wang, 1998
- Acosmetura platycata Shi & Zheng, 1994